# Dimetrodont
El dimetrodont (Dimetrodon, ‘dent de dues mesures’) és un gènere extint de sinàpsids que visqueren durant el Cisuralià (Permià inferior), entre fa 295 milions d'anys i fa 272 milions d'anys (Ma). Pertany a la família dels esfenacodòntids. El seu tret més característic era la presència d'una cresta d'apòfisis vertebrals ben alta a l'esquena. Era quadrúpede i tenia el crani alt i corb, amb una mandíbula que presentava dents grosses i de diferents mides. La majoria de fòssils d'aquest animal s'han trobat al sud-oest dels Estats Units, principalment als Estrats Vermells de Texas i Oklahoma. Més recentment, també se n'han descobert restes a Alemanya. El gènere fou descrit el 1878 i des d'aleshores se n'ha identificat més d'una dotzena d'espècies.
Encara que en la cultura popular sovint se'l presenta com un dinosaure o coetani dels dinosaures, en realitat s'extingí aproximadament 40 milions d'anys abans que apareguessin els primers dinosaures. El seu aspecte i la seva fisiologia recorden els rèptils, però Dimetrodon té un parentesc més proper que amb els mamífers (sense ser-ne un avantpassat directe) que amb els rèptils actuals. Dimetrodon és classificat entre els «mamífers basals» o «sinàpsids no mamífers», un grup que tradicionalment s'ha conegut com a «rèptils mamiferoides». Per tant, Dimetrodon i els mamífers coincideixen dins el clade dels sinàpsids, mentre que els dinosaures, rèptils i ocells pertanyen al clade dels sauròpsids. Dimetrodon i els mamífers es diferencien dels sauròpsids més primitius per tenir una sola obertura al crani darrere de cada ull i per altres caràcters cranials.
Probablement era un dels depredadors alfa dels ecosistemes cisuralians. S'alimentava de peixos i tetràpodes, incloent-hi rèptils i amfibis. És possible que les espècies de Dimetrodon més petites ocupessin nínxols ecològics diferents. La vela de Dimetrodon podria haver-li servit per a estabilitzar la columna vertebral o per a escalfar-se o refredar-se el cos. Alguns estudis recents han suggerit que la vela no li hauria servit per a refredar-se el cos, sinó que probablement la feia servir en parades nupcials.